# لي هاسديل
لي هاسديل (بالإنجليزية: Lee Hasdell؛ مواليد 13 ديسمبر 1966) هو مُقاتل فنون قتالية مختلطة بريطاني.

## وصلات خارجية
- لي هاسديل على موقع شيردوغ (الإنجليزية)
- لي هاسديل على موقع Tapology.com (الإنجليزية)